# Oleiros (Hiszpania)
Oleiros – gmina w Hiszpanii, w prowincji A Coruña, w Galicji, o powierzchni 43,66 km². W 2011 roku gmina liczyła 34 386 mieszkańców.